# Džemaludin Čaušević

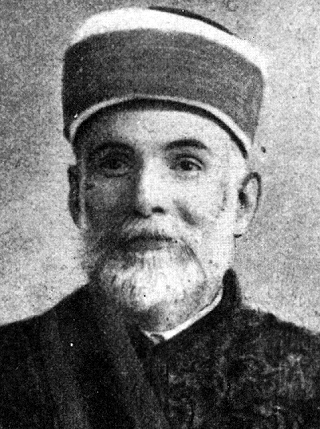
Mehmed Džemaludin Effendi Čaušević

Mehmed Džemaludin Effendi Čaušević (Arebica: مُحَمَّدٌ جَمَالُ‌الدِّينِ أف. چاۆشه‌وٖىݘ, Kyrillisch: Мехмед Џемалудин еф. Чаушевић; geb. 28. Dezember 1870, Arapuša, Vilâyet Bosnien, Osmanisches Reich; gest. 28. März 1938, Sarajevo, Königreich Jugoslawien) war ein bosnischer (Muslimischer) Reformer und Imam. Er war Theologe, Denker, Pädagoge, Reformer, Journalist, Übersetzer und Linguist und der vierte Großmufti (Reis-ul-Ulema) in der Zeit des Königreichs Jugoslawien. Er war eine der bedeutendsten und einflussreichsten bosniakischen Persönlichkeiten des 20. Jahrhunderts.

## Leben

### Jugend
Mehmed Džemaludin Čaušević wurde im Nordwesten von Bosnien geboren, im Dorf Arapuša, 12 km entfernt von der Stadt Bosanska Krupa. Seine frühe Bildung erhielt er von seinem Vater, Ali Hodža, der auch zum lokalen moslemischen Klerus gehörte. Als Teenager wurde Čaušević in die Madrasa im nahegelegenen Bihać geschickt, wo er die Aufmerksamkeit des Hauptlehrers Mehmed Sabit Ribić erregte. Ribić war zugleich der Mufti der Stadt.

### Ausbildung
Čaušević wurde daraufhin im Alter von 17 Jahren nach Istanbul gesandt, um dort höhere Bildung zu erwerben. Während seines Aufenthalts in der Hauptstadt des Osmanischen Reiches schloss Čaušević seine Ausbildung in Islamwissenschaften mit guten Noten ab und schrieb sich anschließend an der juristischen Fakultät des Reiches, der Mekteb-i Hukuk, ein. Hier wurde er zum ersten Mal mit der fortschreitenden Modernisierung (Tanzimat) konfrontiert, die in den letzten Jahrzehnten eingeleitet worden war.
Es gibt Quellen, die darauf hinweisen, dass er während seiner Studienzeit am Mekteb-i Hukuk in den Sommermonaten auf Einladung nach Bosnien zurückreiste, um an verschiedenen Orten Vorträge zu halten. Bereits aus seinen Vorlesungen zu dieser Zeit ging hervor, dass Čaušević sowohl für Vorstellungen religiöser als auch gesellschaftlicher Reformen empfänglich war. Darüber hinaus verbrachte er einige Zeit in Kairo, wo er zeitweise Vorlesungen des berühmten arabischen Reformers Muhammad Abduh (1849–1905) hörte. Diese Vorträge scheinen einen erheblichen Einfluss auf Čaušević gehabt zu haben, da er Abduh in seinen späteren Schriften als „Ustaz-i muhterem“ („Angesehener Lehrer“) bezeichnet. Nach seinem Abschluss am Mekteb-i Hukuk im Jahr 1901 verließ Čaušević Istanbul und kehrte nach Bosnien zurück.

### Rückkehr nach Bosnien und Herzegowina
Die Wende zum 20. Jahrhundert war eine Zeit großer kultureller und politischer Veränderungen in Bosnien und Herzegowina. Džemaludin Čaušević trat in dieser Zeit als Person hervor, die sowohl in der traditionellen islamischen Theologie als auch in der modernen Wissenschaft versiert und fähig war und dachte. Die bosnisch-muslimische Gesellschaft hatte Mühe, die Angst zu ertragen, von traditionell antagonistischen Kräften (sowohl Österreich-Ungarn als auch später dem serbisch dominierten Jugoslawien) regiert zu werden. Infolgedessen verließen Zehntausende bosnische Muslime ihre Heimat und suchten Zuflucht im Hicret, der Einwanderung in Länder, die noch immer unter muslimischer Herrschaft standen.
In einer Zeit, in der nicht nur erhebliche Veränderungen in der demografischen Zusammensetzung Bosnien und Herzegowinas abliefen, sondern auch ein unglaubliches Ausbluten der Intellektuellen in der muslimischen Gesellschaft Bosnien und Herzegowinas stattfand, kam Džemaludin Čaušević zurück. Während der Fortbestand des bosnisch-muslimischen Volkes ernsthaft in Frage gestellt war, gab er seinen Wohnsitz in Istanbul auf und kehrte in seine Heimat zurück, um dort zu helfen.

### Aktivitäten zum Islam
Er ließ sich in Sarajevo nieder und diente als Lehrer der arabischen Sprache am Großen Gymnasium. Im September 1903 wurde er zum Mitglied der angesehenen Meclis-i Ulema gewählt, dem Leitungsgremium der Islamischen Gemeinschaft von Bosnien und Herzegowina. Nach dieser Ernennung wurde Čaušević mit der Aufsicht über religiöse Bildungseinrichtungen beauftragt und reiste in dieser Funktion durch Bosnien und Herzegowina, um die Bedingungen der Meqtabs („Schulen“) und Madrasas des Landes zu überprüfen. Traljić behauptet, dass diese Inspektionen „die ersten ihrer Art“ waren. Durch sie

„verstärkte sich Čauševićs Überzeugung, dass es unter den bosnischen Muslimen keinen Fortschritt geben würde, insbesondere im religiösen Sinne, ohne Reformen und die Weiterentwicklung der Religionserziehung.“

1909 nahm Čaušević eine Stelle als Professor an der Scharia-Schule in Sarajevo an, einer Einrichtung für höhere islamische Bildung, die von den Österreichern gebaut und finanziert wurde. Čaušević blieb seinen reformistischen Idealen stets treu. Bald verbreitete sich sein Ruf für Engagement und Auszeichnung im Bildungsbereich in ganz Bosnien und Herzegowina, und als Hafiz Sulejman Šarac (1850–1927) 1913 von seinem Amt als Reis-ul-Ulema zurücktrat, wurde Čaušević ein Jahr später zu seinem Nachfolger gewählt. Damit wurde ihm der höchste und angesehenste religiöse Rang innerhalb der islamischen Gemeinschaft Bosnien-Herzegowinas verliehen:

„Am 26. März 1914, am Vorabend des Ersten Weltkriegs, wurde Čaušević zum Reis-ul-Ulema der islamischen Gemeinschaft in Bosnien und Herzegowina ernannt. Er blieb in dieser Position bis 1930, als er wegen Meinungsverschiedenheiten mit der jugoslawischen Regierung über die Verwaltung von Waqfs (muslimischen Wohltätigkeitsorganisationen) und religiösen Ämtern in Jugoslawien zurücktrat.“

Nach seinem Rücktritt von diesem Amt im Jahr 1930 beteiligte sich Čaušević weiterhin aktiv am islamischen intellektuellen Diskurs durch Beiträge zu literarischen Aufsätzen (von denen er einige selbst verfasste). Zusammen mit Hafiz Muhamed Pandža übersetzte er auch den Koran in die kroatische Sprache und fügte ihm seine zukunftsweisende Exegese hinzu.
Am 28. März 1938 starb Džemaludin Čaušević, als ein Mann, der weithin als Symbol der Hoffnung für die Aufklärung und den Aufschwung der bosnischen Muslime sowie ihrer Kultur und Traditionen galt.

## Vermächtnis
Wie andere muslimische Reformer seiner Generation hatte Džemaludin Čaušević das gleiche Ziel für sein Volk vor Augen und wandte die gleiche Rhetorik und Methodik an: unter anderem den Einsatz der Presse, die Erlaubnis für Frauen das Gesicht unverschleiert zu lassen und die Forderung nach Bildungsreformen. Die von ihm verwendete Rhetorik erinnerte an andere reformistische Aufrufe im gesamten muslimischen Nahen Osten und Zentralasien. Er tadelte seine Glaubensgenossen dafür, dass sie in den „Tiefschlaf“ der Apathie und des Defätismus versunken seien:

„Muslime fielen in einen tiefen Schlaf, aus dem sie nicht erwachen konnten, bis die Europäer mit ihren Waffen des Wissens und allerlei Erfindungen an die Tür ihres Hauses kamen und die göttliche Wahrheit demonstrierten: Wissen und Unwissenheit können nicht sein. Gleichermaßen triumphiert das Wissen immer über die Unwissenheit.“

Der Kernpunkt, um den sich Reform und Moderne für alle muslimischen Reformer drehten, war Wissen; denn „Wissen triumphiert immer über Unwissenheit“, und sie glaubten, dass Muslime in Unwissenheit geraten sein müssen, so wie die Europäer über sie gesiegt hatten. Nun musste dieses Wissen (das die Muslime einst besaßen, als sie wussten, wie man den Koran richtig interpretiert) zurückgewonnen werden, und die Europäer sowie andere fortgeschrittene Nationen sollten als Vorbilder für Kompetenz und Fortschritt dienen. Muslime mussten von Europa lernen, um die weltliche Weisheit zurückzugewinnen, die sie einst besaßen. Da die meisten dieser Reformer aufrichtige Gläubige waren, stellten sie die Authentizität des Korans nicht in Frage, sondern versuchten tatsächlich, den Koran so umzudeuten, dass seine wahre Botschaft die Suche nach Wissen wurde, begleitet von moralischen und materiellen Aspekten.